# NGC 41
NGC 41 је спирална галаксија у сазвежђу Пегаз која се налази на NGC листи објеката дубоког неба.
Деклинација објекта је + 22° 1' 26" а ректасцензија 0h 12m 48,0s. Привидна величина (магнитуда) објекта NGC 41 износи 13,9 а фотографска магнитуда 14,6. Налази се на удаљености од 79,827 милиона парсека од Сунца. NGC 41 је још познат и под ознакама MCG 4-1-39, CGCG 478-42, KUG 0010+217, IRAS 00101+2144, PGC 865.